# Блэк, Джек
То́мас Дже́йкоб (Джек) Блэк (англ. Thomas Jacob «Jack» Black; род. 28 августа 1969, Санта-Моника, Калифорния, США) — американский актёр кино, телевидения и озвучивания, кинопродюсер, комик, музыкант и автор песен. Трёхкратный номинант на премию «Золотой глобус» (2004, 2013, 2024).
В кино Блэк наиболее известен благодаря главным ролям в фильмах «Школа рока», «Любовь зла», «Кинг-Конг», «Солдаты неудачи», «Берни», «Джуманджи: Зов джунглей», «Джуманджи: Новый уровень», «Тайна дома с часами» и «Minecraft в кино». Также озвучивал главных персонажей в мультфильмах «Кунг-фу панда» (первая, вторая, третья и четвёртая части), «Подводная братва», «Братья Супер Марио в кино» и в компьютерной игре Brütal Legend.
Является вокалистом рок-группы Tenacious D, которую создал в 1994 году вместе с Кайлом Гэссом. Группа была дважды номинирована на премию «Грэмми», в 2015 году им удалось выиграть в номинации «Лучшее метал-представление» с кавер-версией песни «Last in Line».

## Биография

### Ранние годы
Родился 28 августа 1969 года в Санта-Монике (штат Калифорния) в семье инженеров спутниковой связи Томаса Уильяма Блэка и Джудит Лав Коэн (1933—2016). Мать Блэка — еврейка, а отец — шотландец, принявший иудаизм, поэтому Джек в детстве получил еврейское воспитание. Будущий актёр вырос в городе Эрмоса-Бич. Его родители развелись, когда ему было 10 лет, после чего Джек вместе с отцом переехал в Калвер-Сити.
На вечернем шоу актёр сказал, что, скорее всего, его фамилия происходит от шотландского «Blacksmith».
В 1982 году, в возрасте 13 лет, Джек Блэк снялся в рекламе игры Pitfall, после которой загорелся желанием выступать.  В средних классах он учился в школе «Посейдон», которая предназначалась для талантливых учеников, столкнувшихся со сложностями в обычной системе образования. Поступил в Калифорнийский университет в Лос-Анджелесе, который бросил на втором году обучения, чтобы заняться карьерой в сфере развлечений.

### Личная жизнь
С 1996 по 2005 год Блэк встречался с актрисой Лорой Кайтлингер.
14 марта 2006 года женился на Тане Хэйден. У них есть двое сыновей — Сэмюэл Джейсон Блэк (род. 10 июня 2006) и Томас Дэвид Блэк (род. 23 мая 2008).

## Карьера

### Кино и телевидение

#### Первые роли
После первых съёмок в рекламе в возрасте 13 лет Блэк не оставил актёрское мастерство. Он продолжал сниматься в небольших телевизионных ролях. В 1987 году он вступил в труппу «Actors' Gang» в Калифорнийском университете, которую возглавлял Тим Роббинс. Среди участников труппы также были Джон Кьюсак, с которым Блэк позже снялся в фильме «Фанатик», и Кайл Гэсс, вместе с которым Блэк основал группу Tenacious D.
В 1989 году участвовал в комедийной постановке Тима Роббинса «Carnage» на фестивале в Эдинбурге. Дебют в кино состоялся в 1992 году в политической сатире «Боб Робертс», сценаристом и режиссёром которой также выступил Роббинс. После этого Джек снялся в целом ряде второстепенных ролей в фильмах и на телевидении. Среди примечательных можно отметить второстепенные роли в фильмах «Перекресток миров», «Марс атакует!» и «Враг государства». Также в 1996 году в фильме «Био-Дом» состоялся кинодебют группы Tenacious D. Среди телевизионных ролей можно отметить небольшую роль в сериале «Северная сторона» в 1994 году (в 5 серии 5 сезона Блэк сыграл выпускника школы, пригласившего на выпускной бал Мэгги), а также эпизодическую роль в комедийном шоу «Господин Шоу с Бобом и Дэвидом».

#### Прорыв и роли в кино и на ТВ
В 1997 году Джек Блэк в сотрудничестве со своим партнёром по группе Tenacious D Кайлом Гэссом и актёром Дэвидом Кроссом создали телешоу «Tenacious D» в жанре мокьюментари для телеканала HBO. Всего за период с 1997 по 2000 вышло 6 серий. Сериал получил признание критиков и значительно повысил популярность как группы в целом, так и её участников.
В 2000 году Блэк получил роль в фильме «Фанатик». Одним из сценаристов и исполнителем главной роли в этом фильме выступил Джон Кьюсак, с которым Блэк выступал до этого в труппе «Actors' Gang». В этом фильме актёр продемонстрировал свой талант музыканта на большом экране, исполнив свою версию песни «Let’s Get It On». Критики также отметили его актёрское и комедийное мастерство. После этого он стал играть всё больше главных ролей: в фильмах «Стерва», «Любовь зла», «Чёрная зависть» и «Суперначо».

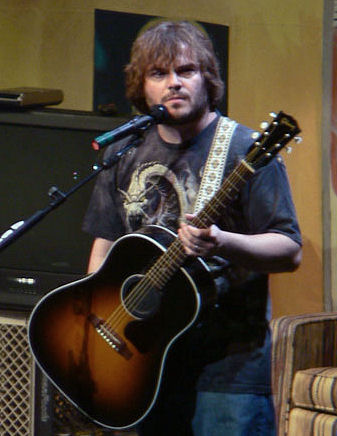
Блэк в 2006 году

В 2003 году вышел знаковый фильм «Школа рока», в котором Джек Блэк сыграл главную роль — гитариста-металхэда, преподающего школьникам мастерство рок-музыки. Режиссёром фильма выступил Ричард Линклейтер; сценарий был написан Майком Уайтом. Картина была высоко оценена критиками и зрителями. Фильм с примерным бюджетом в 35 миллионов долларов принёс своим создателям более 131 миллиона долларов кассовых сборов по всему миру, а Джеку — номинацию на премию «Золотой глобус» в категории «Лучшая мужская роль в комедии или мюзикле», номинацию на премию «Спутник» за «лучшую мужскую роль в кинофильме» и премию канала MTV в номинации «Лучшая комедийная роль».
В 2005 году Блэк сыграл роль одержимого режиссёра Карла Денхэма в фильме Питера Джексона «Кинг-Конг». В этой, одной из немногих драматических ролей в своей карьере, актёр вдохновлялся персоной Орсона Уэллса. «Кинг-Конг» также получил признание среди критиков, а в 2006 году выиграл несколько премий «Оскар» и получил две номинации премии «Золотой глобус». Критики также отметили прекрасную актёрскую игру Блэка. В том же 2006 году Блэк сыграл в фильме «Отпуск по обмену» одну из главных ролей — композитора и новоиспечённого друга Айрис, героини Кейт Уинслет.
В 2008 году снялся в роли наркомана-комедианта Джеффа Портнова в комедийном триллере Бена Стиллера «Солдаты неудачи». Фильм с бюджетом в 92 миллиона долларов собрал более 195 миллионов долларов кассовых сборов по всему миру.
В 2010 году вышел фильм Роба Леттермана «Путешествия Гулливера», снятый по мотивам одноимённого романа Джонатана Свифта. В этом фильме Джек Блэк сыграл главную роль — Лемюэля Гулливера, который работает в редакции нью-йоркской газеты и решает отправиться в Бермудский треугольник, чтобы развеять все мифы о нём, но в итоге попадает в страну Лилипутию. Блэк также выступил одним из продюсеров данной картины. Фильм с бюджетом в 112 миллионов долларов собрал более 237 миллионов долларов кассовых сборов по всему миру. Критики негативно оценили фильм «Путешествия Гулливера» и назвали его «тяжёлым», а сам Джек Блэк был номинирован на антипремию «Золотая малина» в категории «Худшая мужская роль» и премию Kids’ Choice Awards в категории «Любимый актёр кино», но ни одна из этих наград ему не досталась («Золотую малину» получил Эштон Кутчер а премию Kids’ Choice Awards Джонни Депп).

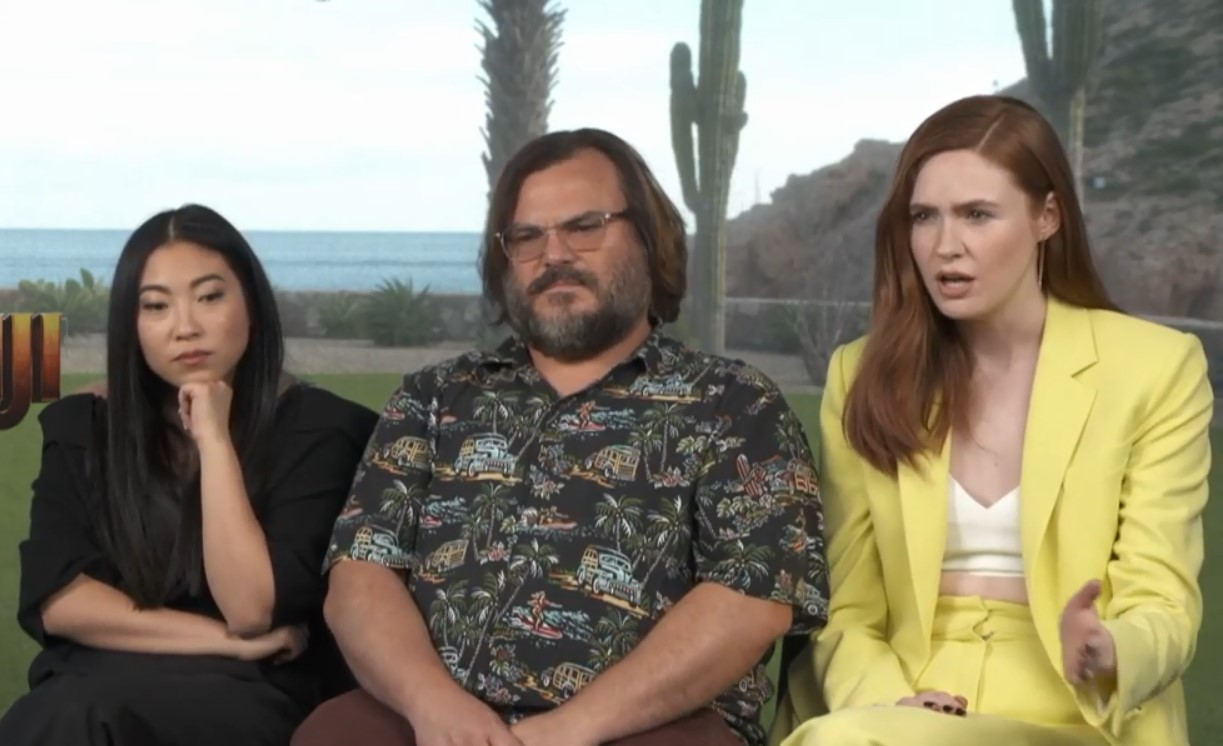
Аквафина, Джек Блэк и Карен Гиллан. Интервью о фильме «Джуманджи: Новый уровень», 2019 год

В 2013 году Джек второй раз был номинирован на «Золотой глобус» в категории «Лучшая мужская роль в комедии или мюзикле». Номинация пришла благодаря заглавной роли в чёрной комедии Ричарда Линклейтера (режиссёра фильма «Школа рока») «Берни», где Блэк снова проявил свой комедийный и драматический талант. Фильм и игра Джека получили признание критиков и зрителей.
Следующей запоминающейся ролью Блэка стала роль в фильме 2017 года «Джуманджи: Зов джунглей», где он сыграл доктора Шелдона Оберона, аватара Бетани. Фильм получил хорошие отзывы и собрал почти миллиард долларов кассовых сборов при бюджете в 90—100 миллионов долларов. Впоследствии, в 2019 году, вышло продолжение под названием «Джуманджи: Новый уровень», в котором Джек вернулся к роли Оберона. Сиквел также оказался крайне успешным в плане кассовых сборов, но получил смешанно-положительные отзывы.
18 сентября 2018 года Джек Блэк удостоился именной звезды на Голливудской «Аллее славы».
Актёр часто появлялся в телевизионных шоу «Saturday Night Live», «Primetime Glick», «The Osbournes». Также появлялся на музыкальных церемониях и киноцеремониях.
Снимался в видеоклипах «Humility» группы Gorillaz; «Learn To Fly», «The One» и «Low» группы Foo Fighters; «Things I Want» группы Sum 41; «Photograph» группы Weezer и ряде других.

### Озвучивание
Джек Блэк также известен своими работами в озвучке. В 2002 году он озвучил саблезубого тигра Зика в мультфильме «Ледниковый период». Второстепенные роли актёра озвучки он также получил в «Симпсонах» (Майло), «Школе клонов» (Толкач / Ларри Хардкор) и «Подводной братве» (акула Ленни).
В 2009 году Блэк озвучил гастрольного механика Эдди Риггса в компьютерной игре Brütal Legend, за что получил награду Spike Video Game Awards. В 2021 году озвучил актёра-экстрасенса Хельмута Фулбера в игре Psychonauts 2.
В 2023 году озвучил Боузера в мультфильме «Братья Супер Марио в кино».

#### «Кунг-фу панда»

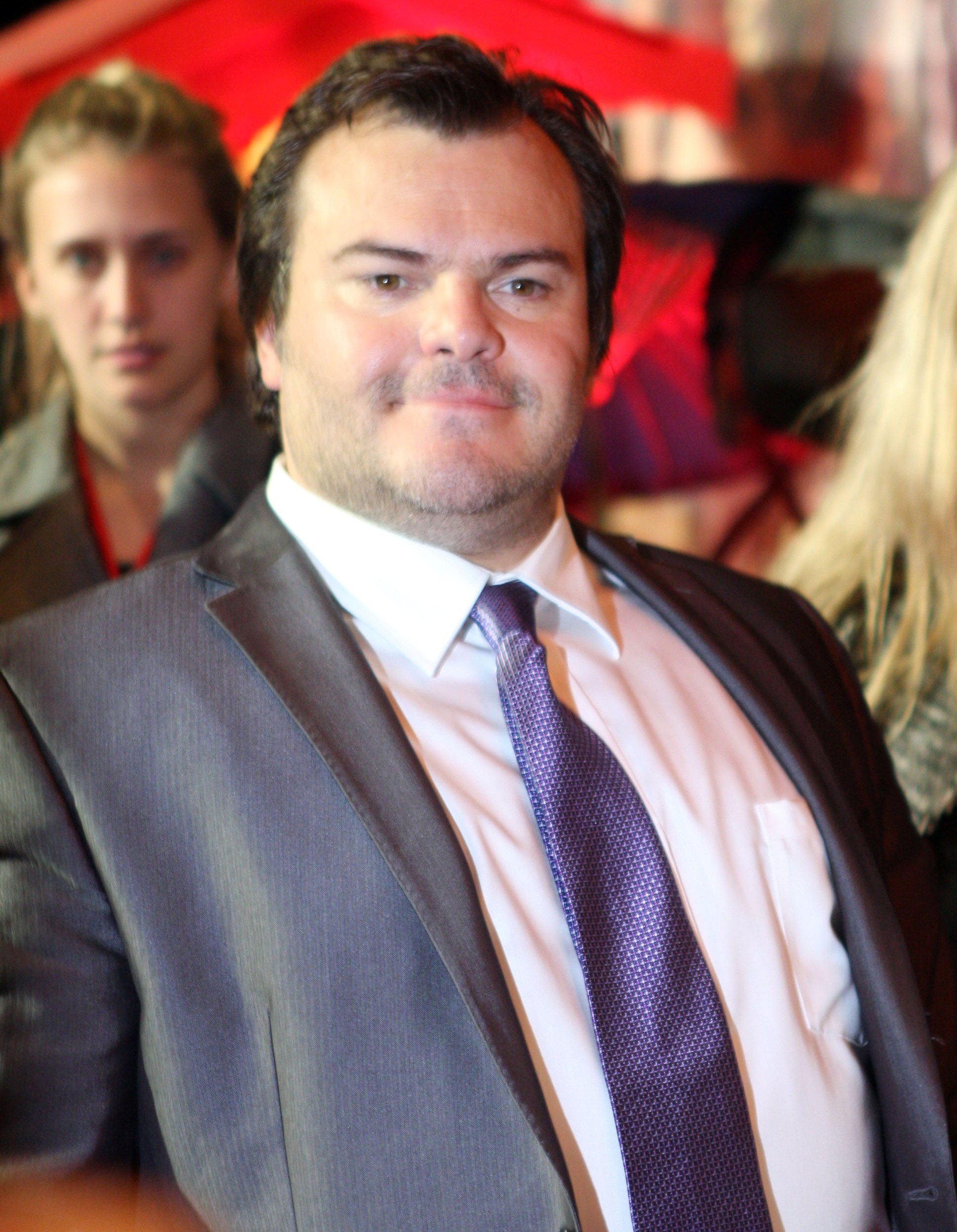
Блэк на премьере «Кунг-фу панды 2», июнь 2011 года

В 2008 году Джек Блэк озвучил заглавную роль панды По в мультфильме «Кунг-фу панда» рядом с такими звёздами, как Дастин Хоффман, Анджелина Джоли, Иэн Макшейн, Люси Лью, Джеки Чан и др. Фильм получил очень тёплый приём зрителей и критиков, получив номинации на «Оскар», «Золотой глобус» и другие награды. Фильм запустил целую франшизу: мангу, несколько мультсериалов, компьютерные игры, четыре короткометражных мультфильма и несколько сиквелов (в 2011, 2016 и 2024 годах вышли вторая, третья и четвёртая части соответственно). Джек Блэк стал исполнителем заглавной роли во всех полнометражных и короткометражных фильмах, а также в мультсериале «Kung Fu Panda: The Dragon Knight» для платформы Netflix.

### Музыкальная карьера
Джек Блэк является вокалистом и гитаристом известного комедийного рок-дуэта Tenacious D вместе с Кайлом Гэссом. Группа выпустила четыре альбома: Tenacious D (2001), The Pick of Destiny (2006), Rize of the Fenix (2012) и Post-Apocalypto (2018).
В ноябре 2006 года вышел фильм-мюзикл «Tenacious D: Медиатор судьбы», в котором Блэк и Гэсс снялись в главных ролях, а также записали саундтрек к фильму.

## Фильмография
| Год  |    | Русское название                             | Оригинальное название                              | Роль                                    |
| ---- | -- | -------------------------------------------- | -------------------------------------------------- | --------------------------------------- |
| 1992 | ф  | Боб Робертс                                  | Bob Roberts                                        | Роджер Дэвис                            |
| 1993 | ф  | Крылатые роллеры                             | Airborne                                           | Оги                                     |
| 1993 | ф  | Разрушитель                                  | Demolition Man                                     | Уэстерланд Скрап                        |
| 1994 | с  | Американская девушка                         | All-American Girl                                  | Томми                                   |
| 1994 | ф  | Бесконечная история 3                        | The NeverEnding Story III                          | Слип                                    |
| 1995 | ф  | Мертвец идёт                                 | Dead Man Walking                                   | Крейг Понселет                          |
| 1995 | с  | Секретные материалы                          | The X-Files                                        | Барт «Ноль» Ликвори                     |
| 1995 | ф  | Водный мир                                   | Waterworld                                         | Пилот самолёта                          |
| 1996 | ф  | Перекрёсток миров                            | Crossworlds                                        | Стив                                    |
| 1996 | ф  | Кабельщик                                    | The Cable Guy                                      | Рик                                     |
| 1996 | ф  | Марс атакует!                                | Mars Attacks!                                      | Билли Глен                              |
| 1997 | ф  | Шакал                                        | The Jackal                                         | Иен Лэмонт                              |
| 1998 | ф  | Джонни Стервятник                            | Johnny Skidmarks                                   | Джерри                                  |
| 1998 | ф  | Я всё ещё знаю, что вы сделали прошлым летом | I Still Know What You Did Last Summer              | Титус Телеско                           |
| 1998 | ф  | Враг государства                             | Enemy of the State                                 | Фидлер                                  |
| 1999 | ф  | Колыбель будет качаться                      | Cradle Will Rock                                   | Сид                                     |
| 1999 | ф  | Сын Иисуса                                   | Jesus' Son                                         | Джордж                                  |
| 2000 | ф  | Фанатик                                      | High Fidelity                                      | Барри                                   |
| 2001 | ф  | Стерва                                       | Saving Silverman                                   | ДжейДи Макнугент                        |
| 2001 | ф  | Любовь зла                                   | Shallow Hal                                        | Хэл Ларсон                              |
| 2002 | мф | Ледниковый период                            | Ice Age                                            | Зик                                     |
| 2002 | ф  | Страна чудаков                               | Orange County                                      | Лэнс Брамдер                            |
| 2003 | ф  | Школа рока                                   | School of Rock                                     | Дьюи Финн                               |
| 2004 | ф  | Чёрная зависть                               | Envy                                               | Ник Вандерпарк                          |
| 2004 | мф | Подводная братва                             | Shark Tale                                         | Ленни                                   |
| 2005 | ф  | Кинг-Конг                                    | King Kong                                          | Карл Денхэм                             |
| 2006 | ф  | Суперначо                                    | Nacho Libre                                        | Начо                                    |
| 2006 | ф  | Tenacious D: Медиатор судьбы                 | Tenacious D in: The Pick of Destiny                | Джей Би                                 |
| 2006 | ф  | Отпуск по обмену                             | The Holiday                                        | Майлз                                   |
| 2007 | ф  | Марго на свадьбе                             | Margot at the Wedding                              | Малкольм                                |
| 2008 | ф  | Перемотка                                    | Be Kind Rewind                                     | Джерри Гербер                           |
| 2008 | ф  | Солдаты неудачи                              | Tropic Thunder                                     | Джефф Портной                           |
| 2008 | мф | Кунг-фу панда                                | Kung Fu Panda                                      | По                                      |
| 2009 | ф  | Начало времён                                | Year One                                           | Зед                                     |
| 2009 | ки | Brütal Legend                                | Brütal Legend                                      | Эдди Риггс (модель, голос)              |
| 2010 | ф  | Путешествия Гулливера                        | Gulliver’s Travels                                 | Лемюэл Гулливер                         |
| 2011 | ф  | Хозяин пространства и времени                | Master of Space and Time                           | учёный                                  |
| 2011 | мф | Кунг-фу панда 2                              | Kung Fu Panda: The Kaboom of Doom                  | По                                      |
| 2011 | ф  | Берни                                        | Bernie                                             | Берни Тиде                              |
| 2011 | ф  | Большой год                                  | The Big Year                                       | Брэд Харрис                             |
| 2011 | ф  | Маппеты                                      | The Muppets                                        | камео                                   |
| 2013 | мф | Металлопокалипсис: Реквием Роковой Звезды    | Metalocalypse: The Doomstar Requiem - A Klok Opera | Первый менеджер Dethklok, Толстый фанат |
| 2014 | ф  | Домашнее видео: Только для взрослых          | Sex Tape                                           | владелец YouPorn                        |
| 2014 | ки | Broken Age                                   | Broken Age                                         | Harm'ny Lightbeard                      |
| 2015 | ф  | Ужастики                                     | Goosebumps                                         | Р. Л. Стайн                             |
| 2015 | с  | На грани                                     | The Brink                                          | Алекс Тэлбот                            |
| 2016 | мф | Кунг-фу панда 3                              | Kung Fu Panda 3                                    | По                                      |
| 2016 | с  | Великие умы с Дэном Хэрмоном                 | Great Minds with Dan Harmon                        | Людвиг ван Бетховен                     |
| 2017 | ф  | Джуманджи: Зов джунглей                      | Jumanji: Welcome to the Jungle                     | профессор Шелли Оберон                  |
| 2018 | ф  | Не волнуйся, он далеко не уйдёт              | Don't Worry, He Won't Get Far on Foot              | Декстер                                 |
| 2018 | ф  | Тайна дома с часами                          | The House with a Clock in its Walls                | Джонатан Барнавелт                      |
| 2018 | ф  | Ужастики 2: Беспокойный Хеллоуин             | Goosebumps 2: Haunted Halloween                    | Р. Л. Стайн                             |
| 2019 | ф  | Джуманджи: Новый уровень                     | Jumanji: The Next Level                            | профессор Шелли Оберон                  |
| 2021 | ки | Psychonauts 2                                | Psychonauts 2                                      | Гельмут Фуллбир                         |
| 2022 | мс | Кунг-фу панда: Рыцарь Дракона                | Kung Fu Panda: The Dragon Knight                   | По                                      |
| 2022 | ф  | Странный Эл                                  | Weird: The Al Yankovic Story                       | Оборотень Джек, диджей                  |
| 2023 | мф | Братья Супер Марио в кино                    | The Super Mario Bros. Movie                        | Боузер                                  |
| 2023 | с  | Мандалорец (3-й сезон)                       | The Mandalorian                                    | Капитан Бомбардир                       |
| 2024 | мф | Кунг-фу панда 4                              | Kung Fu Panda 4                                    | По                                      |
| 2024 | ф  | Бордерлендс                                  | Borderlands                                        | Железяка                                |
| 2025 | ф  | Minecraft в кино                             | A Minecraft Movie                                  | Стив                                    |
| 2025 | ф  | Анаконда                                     | The Anaconda                                       | Дуг Маккаллистер                        |